# Мод
 Тази статия е за английската принцеса.  За субкултурата вижте Мод (субкултура).  
Мод или Матилда (7 февруари 1102 – 10 септември 1167) е дъщеря на Хенри I и Едит (Матилда), една от дъщерите на крал Малкълм III Шотландски и кралица Маргарет Шотландска. При раждането си тя е кръстена Аделаида, но след сватбата си с императора на Германия Хайнрих V приема името Матилда.

## Подготовка за трона
През 1125 г., 23-годишна, Мод остава вдовица и без потомство от брака си с император Хайнрих V и по искане на баща си, Хенри I, се връща в Англия. Тъй като междувременно нейният брат, Уилям, e загинал при корабокрушение на „Белия кораб“, Мод остава единствената законна наследница на английския крал и той предприема поредица от действия, целящи да ѝ гарантират властта и трона. Първата стъпка на Хенри I в тази насока е принудителната клетва, която иска от английските барони, че признават законното право на Мод на престола. Церемонията се състои на 1 януари 1127 г., а година по-късно, на 17 юни 1128 г., кралят урежда и брака на Мод с по-младия граф Жофроа д`Анжу Плантагенет (1113 – 1151). Роденият от този брак син през 1133 г. трябва окончателно да заздрави позициите на Мод в английския двор. В действителност обаче Мод не успява да спечели симпатиите и поддръжката на мнозинството барони, които я смятат за надменна и до голяма степен чужденка, тъй като е напуснала Англия още като дете и от 9-годишна е възпитавана според традициите на германския императорски двор. Поради тази причина след смъртта на Хенри I, противно на неговата воля, Мод не е коронована за кралица на Англия.

## Гражданската война
Претенции на престола в качеството си на внук на Уилям Завоевателя предявява Стивън, известен още като Етиен дьо Блоа, и благодарение на силната подкрепа, с която се ползвал сред част от аристокрацията, е провъзгласен за крал на 26 декември 1135 г. Това поставя началото на гражданска война, продължила общо 18 години. Най-големия си успех в тези продължителни вътрешни междуособици Мод постига през февруари 1141 г., когато в битката при Линкълн нанася сериозно поражение на войската на Етиен дьо Блоа, пленява го и го затваря в тъмница в Бристол. Тази победа ѝ дава основание да се провъзгласи на 3 март същата година за Domina Anglorum (Първа дама на англичаните), а на 8 април и за Angliae Normanniaeque domina (Първа дама на англичаните и нормандците). Към този момент на практика тя контролира страната, но ѝ остава още една стъпка – да бъде коронясана. През юни Мод заминава за Лондон, за да организира коронацията си. Влиза в града на 24 юни, но с действията си бързо губи предимствата, които ѝ е донесла военната победа, и настройва населението срещу себе си. Още с пристигането си в столицата, Мод нарежда да бъдат вдигнати данъците. Това в съчетание с арогантността ѝ, става причина за яростен бунт на местното население, до степен Мод да бъде принудена да напусне по спешност града.
Мод се укрепява в Оксфорд и е принудена да се изправи срещу силна съперница – братовчедка си Матилда Булонска, съпругата на Етиен дьо Блоа, застанала начело на съмишлениците му след неговото залавяне. На 14 септември 1141 г. войските на Мод са разбити от Матилда Булонска в битката при Уинчестър и е пленен нейния брат Робърт Глостър. Осъществява се размяна на пленници, в резултат на която Етиен дьо Блоа е освободен и се връща на трона.
През зимата на 1142 г. Мод се оказва обсадена в замъка Оксфорд и успява да се спаси единствено благодарение на едно опасно бягство – с помощта на четирима верни поддръжници посред нощ се спускат по стената на замъка, увити в бели чаршафи, за да не бъдат забелязани в снежната буря. Стигат пеша до Абингдън, пресичат замръзналата Темза и оттам се отправят към Уелингфорд на коне.
Окончателно от борбата за трона Мод се отказва през 1148 г., след като брат ѝ Робърт Глостър, нейният най-верен поддръжник през годините, умира от треска в Бристол. Борбата подема отново малко по-късно вече нейният син Хенри II, който се възкачва на престола през 1154 г. като първият крал от династията на Плантагенетите.

## Последните години от живота ѝ
След неуспешните си опити да се възцари на трона Мод се оттегля в Руан в Нормандия, където и умира на 10 септември 1167 г. Погребана е в катедралата в Руан.

## Династични бракове и потомство
Първи брак: сключен на 7 януари 1114 г. в Майнц, Германия, с император Хайнрих V (1081 – 1125), от когото няма деца.
Втори брак: сключен на 17 юни 1128 г. в Льо Ман, Франция, с граф Жофроа д`Анжу Плантагенет (1113 – 1151), от когото има трима синове:
- Хенри II (1133 – 1189) – крал на Англия;
- Джефри Плантагенет (1134 – 1158);
- Гийом Плантагенет (1136 – 1164).